# Das Grauen aus der Tiefe (1996)
Das Grauen aus der Tiefe ist ein Horror-Thriller aus dem Jahr 1996 und eine Neuverfilmung des gleichnamigen Streifens aus dem Jahr 1980. Regisseur Jeff Yonis schrieb das Drehbuch basierend auf einer Kurzgeschichte von Martin B. Cohen. Der Film wurde erstmals am 14. September 1996 im US-amerikanischen Fernsehen ausgestrahlt.

## Handlung
Die Mitarbeiter eines Genlabors testen eine neue von der Wissenschaftlerin Dr. Drake entwickelte Technologie an fünf zum Tode Verurteilten und injizieren ihnen genetisches Material aus verschiedenen Fischarten. Dr. Drake hält dieses Experiment für unethisch, doch deren Kollegen beginnen gegen ihren ausdrücklichen Willen damit. Das Ziel sei, einen amphibischen Soldaten zu erschaffen. Doch das Experiment geht schief. Die Probanden mutieren zu Monstern – halb Fisch, halb Mensch – und entkommen über die Kanalisation ins Meer. Nur mit Hilfe eines bestimmten Hormons können die Kreaturen überleben. Das Militär ergreift keine Gegenmaßnahmen, weil die Befehlshaber davon ausgehen, dass die Kreaturen in der freien Natur ohne dieses Hormon nicht überlebensfähig sind. Da die Fischer des nahegelegenen Hafens aber regelmäßig und verbotenerweise das Hormon Synestin ins Meer schütten, um ihren Ertrag zu steigern, geschieht das Unheilvolle und die Kreaturen überleben.
Dr. Drake erfährt aus den Medien von gehäuften Unglücksfällen in der nahegelegenen Küstenstadt Harbor Shores und begibt sich zwecks Schadensbegrenzung dorthin auf Spurensuche. Dort trifft sie auf den Ranger Wade Parker, dessen Tochter Kim ebenfalls Opfer der Unglückskette wurde. Dr. Drake weiht Parker in die bisherigen Geschehnisse ein. Zusammen mit Kims Freund Matt, einem Tierschützer und Umweltaktivisten, suchen sie nach Lösungen, wie dem Problem beizukommen ist. Männliche Opfer werden im Gegensatz zu den weiblichen Opfern stets verstümmelt aufgefunden. Die Frauen hingegen tauchen nach wenigen Tagen körperlich unversehrt wieder auf und gebären kurz darauf unter tödlichen Qualen neue kleine Amphibienmenschen, die sofort nach der Geburt flink und unaufhaltsam in der Kanalisation verschwinden. Die Frauen werden also zwecks Fortpflanzung irgendwo gefangen gehalten, so schlussfolgern die Drei.
Beim Versuch die Kreaturen mit Peilsendern zu versehen, wird auch Dr. Drake von einer Kreatur in die Tiefen des Meeres gezogen. Beim nächsten Versuch gelingt es jedoch den beiden verbleibenden Männern Matt und Wade eines der Monster zu markieren, sodass sie es per Funkortung verfolgen können. Das Sonar-Gerät führt sie zu einem unter Wasser liegenden Felsen. Dort vermuten sie nun die Frauen in einer submarinen Luftkammer. Sie geben ihre neu gewonnenen Erkenntnisse in der Hoffnung auf Hilfe an das Militär weiter. Rücksichtslos ordnet der Kommandant daraufhin die Sprengung des Felsens an. Matt und Wade protestieren erfolglos. In einem unbeobachteten Moment stehlen sie die Taucherausrüstung der Marinetaucher, die die Sprengladung kurz zuvor am Unterwasserfelsen anbrachten. Acht Minuten verbleiben bis zur Sprengung. In dieser Zeit gelingt es ihnen die Frauen aus der Höhle zu befreien.
Doch das Grauen ist noch nicht vorbei. Einige Tage später bemerkt Dr. Drake das Anwachsen ihres Bauches und gebiert unter tödlichen Qualen einen kleinen Amphibienmenschen.

## Kritiken
„Überflüssiges Remake des gleichnamigen Trashknüllers von 1980, versetzt mit Ideen aus „Alien“ und „Der Horror-Alligator“. Noch billiger als das sparsame Original.“

## Drehorte
Der Film wurde an der Pazifikküste in einer kleinen Bucht namens Paradise Cove im US-amerikanischen Städtchen Malibu (Kalifornien) gedreht.

## Trivia
- Der größte Teil der Rummel-Szenen stammt aus dem Original von 1980.[3]
- Brittany Ashton Holmes, bekannt aus Die kleinen Superstrolche, spielte eine kleine Nebenrolle, zu sehen in der zwölften Minute des Films.